# Краковани (округ П'єштяни)
Краковани (словац. Krakovany) — село, громада округу П'єштяни, Трнавський край. Кадастрова площа громади — 9.82 км².
Населення 1469 осіб (станом на 31 грудня 2020 року).

## Історія
Краковани згадується 1113 року.

## Населення
| Рік:            | 1994. | 2004.   | 2014.   | 2024.   |
| --------------- | ----- | ------- | ------- | ------- |
| Кількість осіб: | 1351  | 1343    | 1447    | 1444    |
| Різниця:        |       | -0,59 % | +7,74 % | -0,20 % |

| Рік:            | 2023. | 2024.   |
| --------------- | ----- | ------- |
| Кількість осіб: | 1446  | 1444    |
| Різниця:        |       | -0,13 % |